# Christian Ditter
Christian Ditter (* 1977 in Lahn-Gießen) ist ein deutscher Filmregisseur und Drehbuchautor. 

## Leben
Ditter machte 1996 in Gütersloh sein Abitur am Evangelisch Stiftischen Gymnasium. Er studierte von 1997 bis 1998 Angewandte Kulturwissenschaften an der Universität Lüneburg und von 1998 bis 2006 Regie an der Hochschule für Fernsehen und Film München.
Seine Kurzfilme Verzaubert (2000) und Grounded (2003) gewannen zahlreiche Preise bei nationalen wie internationalen Festivals und sein international geförderter und produzierter Debütfilm Französisch für Anfänger startete im Sommer 2006. Im Folgenden führte er Regie bei der mit dem Adolf-Grimme-Preis sowie dem Deutschen Fernsehpreis ausgezeichneten ARD-Serie Türkisch für Anfänger (2007) und bei der RTL-Serie Doctor’s Diary (2008), die unter anderem mit dem Deutschen Fernsehpreis, dem Deutschen Comedypreis und dem Adolf-Grimme-Preis ausgezeichnet wurde.
Er verfilmte Max von der Grüns Jugendbuchklassiker Vorstadtkrokodile und die filmische Fortsetzung Vorstadtkrokodile 2. Für den ersten Teil wurde er u. a. mit dem Kinder-Medien-Preis „Weißer Elefant“ sowie dem von Vision Kino und KI.KA vergebenen Drehbuchpreis „Kindertiger“ ausgezeichnet. Für Vorstadtkrokodile 3 wirkte Ditter am Drehbuch mit, führte aber keine Regie.
2011 führte Ditter Regie beim Kinderfilm Wickie auf großer Fahrt, der Fortsetzung von Wickie und die starken Männer aus dem Jahr 2009.
2014 drehte er mit Love, Rosie – Für immer vielleicht in Irland seine erste internationale Produktion. Diese erwies sich als Türöffner für Hollywood, wo Ditter 2016 als Regisseur für die Komödie How to Be Single engagiert wurde.
Ditter zeichnete für die Netflix-Serie Biohackers verantwortlich, die im August 2020 veröffentlicht wurde, 2021 erschien eine 2. Staffel.

## Filmografie (Auswahl)
- 2000: Verzaubert (Kurzfilm)
- 2003: Grounded (Kurzfilm)
- 2005: Schulmädchen (Fernsehserie)
- 2006: Französisch für Anfänger
- 2007: Türkisch für Anfänger (Fernsehserie)
- 2008: Doctor’s Diary (Fernsehserie)
- 2009: Vorstadtkrokodile
- 2010: Vorstadtkrokodile 2
- 2011: Vorstadtkrokodile 3
- 2011: Wickie auf großer Fahrt
- 2014: Love, Rosie – Für immer vielleicht
- 2016: How to Be Single
- 2017: Girlboss (Fernsehserie, 5 Folgen)
- 2020: Biohackers (Fernsehserie)
- 2023: Silber und das Buch der Träume
- 2024: The Present